# Futbol Club Barcelona 1986-1987

## Rosa
| N. |                   | Ruolo | Calciatore            |
| -- | ----------------- | ----- | --------------------- |
|    | Spagna (bandiera) | P     | Andoni Zubizarreta    |
|    | Spagna (bandiera) | P     | Urruti                |
|    | Spagna (bandiera) | D     | Gerardo Miranda       |
|    | Spagna (bandiera) | D     | Migueli               |
|    | Spagna (bandiera) | D     | Josep Moratalla       |
|    | Spagna (bandiera) | D     | Julio Alberto         |
|    | Spagna (bandiera) | D     | Ángel Pedraza         |
|    | Spagna (bandiera) | D     | Manolo                |
|    | Spagna (bandiera) | D     | Esteve Fradera Serrat |
|    | Spagna (bandiera) | D     | Salva                 |
|    | Spagna (bandiera) | D     | José Ramón Alexanko   |
|    | Spagna (bandiera) | C     | Víctor                |
|    | Spagna (bandiera) | C     | Roberto               |

| N. |                        | Ruolo | Calciatore              |
| -- | ---------------------- | ----- | ----------------------- |
|    | Spagna (bandiera)      | C     | Ramón María Calderé     |
|    | Spagna (bandiera)      | C     | Urbano Ortega           |
|    | Spagna (bandiera)      | C     | Nayim                   |
|    | Germania (bandiera)    | C     | Bernd Schuster          |
|    | Inghilterra (bandiera) | A     | Gary Lineker            |
|    | Spagna (bandiera)      | A     | Francisco José Carrasco |
|    | Galles (bandiera)      | A     | Mark Hughes             |
|    | Spagna (bandiera)      | A     | Marcos Alonso Peña      |
|    | Spagna (bandiera)      | A     | Esteban Vigo            |
|    | Scozia (bandiera)      | A     | Steve Archibald         |
|    | Spagna (bandiera)      | A     | Juan Carlos Pérez Rojo  |
|    | Paraguay (bandiera)    | A     | Raúl Amarilla           |
|    | Spagna (bandiera)      | A     | Paco Clos               |

### Staff tecnico
- Allenatore:  Terry Venables